# Ivănești
Ivănești è un comune della Romania di 4 901 abitanti, ubicato nel distretto di Vaslui, nella regione storica della Moldavia. 
Il comune è formato dall'unione di 14 villaggi: Albina, Bleșca, Broșteni, Buscata, Coșca, Coșești, Fundătura Mare, Fundătura Mică, Hîrșoveni, Iezerel, Ivănești, Ursoaia, Valea Mare, Valea Oanei.